# 永盛監獄
永盛監獄是一間位於緬甸的仰光省，鄰近舊首都仰光的一個監獄，由緬甸聯邦國家和平與發展委員會所管理，這個監獄因為關押異見人士及惡劣的衛生環境而臭名昭著，永盛監獄內其中一名較著名的囚犯包括前諾貝爾和平獎得主昂山素姬，昂山素姬分別於2003年及2009年因違反軟禁令而被扣留在永盛監獄。